# Edward Cleland Richardson
Edward Cleland Richardson, né en 1871 à Dumbarton et mort le 14 mars 1954, est un pionnier du ski britannique. 
Connu sous le nom d'E. C. Richardson, il a publié un des premiers livres sur le ski et il est à l'origine du Ski Club of Great Britain (en).

## Biographie
E. C. Richardson est né en 1871 à Dumbarton. Il est le fils de David Richardson de Hartfield Cove à Dumbarton. Il fait ses études à St Ninian's School (en), à Harrow School puis à Trinity Hall,. Il est diplômé en droit en 1892 et il devient avocat en 1898.
Avec son frère, Charles William, connu sous les initiales C. W., il décide d'aller à la pêche aux saumons en Norvège. Les frères se plaisent en Norvège et ils décident de rester pour l'hiver et ils en profitent pour apprendre le ski et le saut à ski. Ensuite, Edward Richardson retourne tous les hivers en Norvège sans son frère. En 1896, il est le premier étranger à sauter sur le tremplin d'Holmenkollen mais hors concours. Il est entraîné par Karl Roll (en), un des meilleurs sauteurs à ski de l'époque.
Lors de l'hiver 1901-1902, les frères Richardson décident de skier mais plus près de chez eux. Ainsi, ils se rendent tous les deux à Davos et décident d'essayer de skier sur les neiges suisses. Les frères skient et attirent l'attention des habitants de la ville et ils les initient au ski et au saut à ski. L'hiver suivant à Davos, les frères accompagnés des frères Wroughton fondent le 6 janvier 1903 le Davos English Ski Club. Dans la foulée, les premières compétitions ont lieu dans la ville,. Le ski se développe en Suisse et les frères Richardson se rendent à Adelboden, Glaris ou encore St-Moritz où ils rencontrent d'autres pionniers du ski.
Le 6 mai 1903, les deux frères font partie des 12 membres fondateurs du Ski Club of Great Britain (en) et Edward Cleland Richardson devient le premier secrétaire du club. En 1904, Edward Cleland Richardson publie un livre Ski-running qui est le premier livre écrit en anglais sur le ski,. En 1905, il publie un nouveau livre avec Henry Hoek. Ces livres sont traduits et vendus dans toute l'Europe ainsi qu'aux États-Unis,.

## Hommage
Le Nunatak Richardson (en) au sud du glacier Hugi (en) au sein de le Terre de Graham porte son nom.

## Publications
- (en) Edward Cleland Richardson, Willi Rickmer Rickmers (de) et Crichton Somerville, Ski-running, 1904
- (de) Edward Cleland Richardson et Henry Hoek, Der skilauf, 1905
- (en) Edward Cleland Richardson, The Ski-Runner, 1907